# Iostephane
Iostephane é um género botânico pertencente à família Asteraceae.